# Снігур сіроголовий
Снігур сіроголовий (Pyrrhula erythaca) — вид горобцеподібних птахів родини в'юркових (Fringillidae). Поширений в Південній Азії.

## Назва
Наукова назва виду erythaca походить від грецького слова εριθακος (erithakos), назви, якою Арістотель називає невідомого птаха (ймовірно, вільшанку або горихвістку), якого можна спостерігати в зимовий період.

## Поширення
Сіроголовий снігур займає досить великий ареал, який простягається від східних передгір'їв Гімалаїв (індійський штат Сіккім) через весь внутрішній Китай до Хебея на околиці Пекіна. У негніздовий період ці птахи переселяються на південь, досягаючи центральної та південної Бірми. Ареал цього виду представлений змішаними хвойними гірськими і субальпійськими лісами, з наявністю густого підліску.

## Спосіб життя
Ці птахи ведуть переважно денний спосіб життя. Більшу частину дня вони проводять у пошуках їжі, збираючись у невеликі групи поза сезоном розмноження. Раціон зерноїдний, складається здебільшого з насіння (особливо верби, берези та обліпихи) і зерна, але також включає інший рослинний матеріал, такий як пагони, фрукти та ягоди.
Сезон розмноження ще точно не визначений, однак вважається, що він може тривати з кінця травня по серпень. Чашоподібне гніздо будує самиця самостійно з корінців і рослинних волокон і розміщує на висоті 1,5-8 м над землею. У кладці є три білуваті яйця з розсіяними червоно-бурими плямами, які висиджує самка одна близько двох тижнів, після чого вилуплюються сліпі і позбавлені оперення пташенята. Самець також бере участь у догляді за пташенятами. Пташенята готові вилетіти з гнізда через 12-16 днів після вилуплення, хоча вони, як правило, деякий час залишаються біля гнізда, перш ніж розійтися.